# Battal Gazi
Seyyid Battal Gazi, Seyit Battal Gazi ou Battalgazi é uma figura mítica muçulmana, santo e guerreiro que combateu na Anatólia, associada sobretudo a Malátia, onde o seu pai, Hüseyin Gazi, era governador. O personagem lendário Battal Gazi é baseado nas aventuras reais do comandante militar omíada do século VIII Abedalá Albatal. Os feitos lendários a ele atribuídos, que constituem também o grosso das informações conhecidas sobre a personalidade histórica, tornaram-se alguns séculos depois da sua morte uma parte importante da literatura folclórica turca, nomeadamente na obra “Battalnane”, inspirada no “Sirat Delhemma” árabe.
O seu título Saíde (Seyyid; em turco: Seyit), além de ser um título honorífico árabe, pode também referir-se a laços familiares com Maomé. Gazi é um termo árabe ligado à jiade (guerra santa islâmica) que significa combatente da fé ou conquistador, que também é usado como título ou cognome honorífico.

## Lendas
As fontes disponíveis sobre a personalidade histórica consistem sobretudo em lendas geralmente escritas no estilo masnavi que pode comportar elementos historicamente corretos ou perspetivas que se suportam umas às outras, mas também apresentam contradições. Por exemplo, ele é citado como tendo participado no segundo cerco árabe de Constantinopla quando tinha cerca de vinte anos e a lenda apresenta Leão como como o seu inimigo bizantino, que não pode ter sido outro senão o imperador bizantino Leão III, o Isauro, durante esse cerco. Com base nessa informação, ele teria nascido entre 690 e 697 e há consenso entre os historiadores que morreu em 740, na batalha de Acroino. Por outro lado, noutra história Battal Gazi assalta a Torre da Donzela, na entrada sul do Bósforo, entre os lados europeu e asiático de Istambul, onde rapta uma filha do imperador (ou do governador de Üsküdar) e foge a cavalo com ela de Üsküdar com os tesouros escondidos na torre, no lado asiático, um evento que não é confirmado por qualquer registo histórico.
Battal Gazi é apresentado como um antepassado de Danismende Gazi (m. 1104), o fundador de uma das primeiras dinastias turcas da Anatólia, no épico romanceado do bei turco “Danishmendnâme”, no qual várias estórias relacionadas com com as duas figuras são misturadas, possivelmente com a intenção de salientar a presença do Islão na Anatólia ainda antes do avanço turco a seguir à batalha de Manzicerta, em 1071. Os versos que compõem o “Danishmendnâme” foram compilados da literatura folclórica turca pela primeira vez por ordem do sultão seljúcida da Anatólia Caicobado I (r. 1220–1237), um século depois da morte de Danismende, e a sua forma final que chegou aos nossos dias é um compêndio que foi compilado sob instruções do sultão otomano da primeira metade do século XV Murade II.[carece de fontes?]
Battal Gazi ainda é, na atualidade, uma figura muito presente na cultura urbana da Turquia. Isto deve-se em parte a uma série de filmes nos quais Battal Gazi foi incarnado e novamente imortalizado pelo astro de cinema turco Cüneyt Arkın. Por vezes, estas referências modernas envolvem elementos de humor indireto.

## Os túmulos
Battal Gazi está oficialmente sepultado na província turca de Esquixequir, em Seyitgazi, uma cidade batizada com o seu nome e onde se acredita que tenha sido martirizado, possivelmente durante um cerco à relativamente próxima Amório (situada 100 km a sudeste por estrada). Acroino, a moderna Afyonkarahisar, situa-se à mesma distância de Seyitgazi, mas a sul.[carece de fontes?] Por iniciativa de Umucane Hatum (Ümmühan Hatun), a esposa do sultão seljúcida de Rum Caicosroes I e mãe de Caicobado I, em 1207 o túmulo de Battal Gazi foi ampliado e transformado numa külliye, ou seja, um complexo social e religioso que inclui uma mesquita, uma madraça, um tekke (celas e salas de cerimónia para dervixes) e serviços de caridade, como cozinhas, refeitórios e uma padaria. O complexo foi renovado e ampliado durante o reinado do sultão otomano Bajazeto II (r. 1401–1512) e ainda é muito visitado atualmente.
No entanto, muitas outras localidades turcas reclamam ser o local onde Battal Gazi ou o seu pai Huceine Gazi foram sepultados. Entre esses santuários que alguns reclamam conter os restos mortais de Huceine Gazi, os mais famosos são são um em Divriği e outro em Ancara, este último situado no cimo de uma colina chamada Huceine Gazi.
A cidade de Battalgazi, antes chamada Eskimalatya (Malátia Velha), onde se situava a antiga Malátia (a Melitene bizantina), a cerca de 20 km do centro da cidade moderna, foi batizada em honra de Battal Gazi. A esposa e dois filhos do herói estão sepultados na cidade.

## Filmes sobre Battal Gazi
| Título original em turco    | Tradução do título em português            | Ano  | Protagonista  | Realizador      |
| --------------------------- | ------------------------------------------ | ---- | ------------- | --------------- |
| Battal Gazi geliyor         | Battal Gazi está a chegar                  | 1955 | Sami Ayanoğlu | Sami Ayanoğlu   |
| Battal Gazi                 | Battal Gazi                                | 1966 | Atilla Gürses | Muharrem Gürses |
| Battalgazi destani          | A Lenda de Battalgazi                      | 1971 | Cüneyt Arkin  | Atıf Yılmaz     |
| Savulun Battal Gazi geliyor | Saiam da frente, Battal Gazi está a chegar | 1973 | Cüneyt Arkin  | Natuk Baytan    |
| Battal Gazi'nin oglu        | O Filho de Battal Gazi                     | 1974 | Cüneyt Arkin  | Natuk Baytan    |